# Anaïs Garcia Balmaña
Anaïs Garcia Balmaña (Barcelona, 29 de setembre de 1980) és una nedadora catalana amb tres rècords mundials. És campiona del món de 800m lliures, 40x50m lliures i 4x50m estils i va arribar a superar els olímpics en 54x50m estils.

## Trajectòria esportiva
Anaïs García va néixer amb discapacitat visual, a causa d'un glaucoma i un desprendiment de retina, fet que va provocar que perdés la visió. Va començar a practicar la natació des de petita i aviat va destacar per les seves capacitats, de manera que amb 11 anys ja va entrar a formar part de l'equip de natació de l'ONCE.
Filla de l'arquitecte Miquel Garcia, va participar en els Jocs Paralímpics d'estiu de 1996, que es van celebrar a Atlanta, en els quals va guanyar la medalla de bronze en els relleus de 4x100m estils, formant equip amb Raquel Saavedra, María Ángeles Fernández i Ana García Arcicollar. Quatre anys més tard, en els Jocs Paralímpics de Sydney va aconseguir la medalla d'or en els 100 i 400m lliures. També va formar part de la delegació espanyola dels Jocs Paralímpics de 2004, a Atenes.
L'any 2003, al II Mundial de l'IBSA (Federació Internacional d'Esports per a Cecs), va batre el rècord del món en els 800m lliures, els 40x50m lliures i els 4x50m estils.

### Palmarès
| Jocs Paralímpics | Jocs Paralímpics | Jocs Paralímpics | Jocs Paralímpics  |
| Any              | Lloc             | Medalla          | Prova             |
| ---------------- | ---------------- | ---------------- | ----------------- |
| 1996             | Atlanta          | 3                | 4x100 estils B1-3 |
| 2000             | Sydney           | 1                | 100 m lliures S11 |
| 2000             | Sydney           | 1                | 400 m lliures S11 |
| 2004             | Atenes           | 1                | 100 m lliures S11 |

| Altres campionats | Altres campionats                          | Altres campionats | Altres campionats | Altres campionats        |             |
| Any               | Campionat                                  | Lloc              | Medalla           | Prova                    | Temps       |
| ----------------- | ------------------------------------------ | ----------------- | ----------------- | ------------------------ | ----------- |
| 1995              | Campionat d'Europa                         | Perpinyà          | 2                 | 400 m lliures S12        |             |
| 1995              | Campionat d'Europa                         | Perpinyà          | 3                 | 100 m papallona S12      |             |
| 1998              | I Mundial per a persones cegues de l'IBSA  | Madrid            | 2                 | 50 m lliures S11         | 34"96       |
| 1998              | I Mundial per a persones cegues de l'IBSA  | Madrid            | 3                 | 100 m lliures S11        | 1'17"43     |
| 1998              | I Mundial per a persones cegues de l'IBSA  | Madrid            | 1                 | 400 m lliures S11        | 5'36"71     |
| 1998              | I Mundial per a persones cegues de l'IBSA  | Madrid            | 2                 | 200 m lliures S11        | 2'41"32     |
| 1998              | I Mundial per a persones cegues de l'IBSA  | Madrid            | 3                 | 4 x 100m lliures S11-S13 | 5'32"04     |
| 1999              | Campionat d'Europa                         | Braunschweig      | 1                 | 50 m lliures S11         | 34'30       |
| 1999              | Campionat d'Europa                         | Braunschweig      | 1                 | 100 m lliures S11        | 1'15"67     |
| 1999              | Campionat d'Europa                         | Braunschweig      | 1                 | 400 m lliures S11        | 5'38"71     |
| 1999              | Campionat d'Europa                         | Braunschweig      | 4a                | 100 m esquena S11        | 1'37"27     |
| 1999              | Campionat d'Europa                         | Braunschweig      | 1                 | 4 x 100m lliures S11-S13 | 4´53"14     |
| 2003              | II Mundial per a persones cegues de l'IBSA | Quebec            | 1                 | 800 m lliures S11        | 11'58"86 RM |
| 2003              | II Mundial per a persones cegues de l'IBSA | Quebec            | 1                 | 200 m lliures S11        | 2'45"26     |
| 2003              | II Mundial per a persones cegues de l'IBSA | Quebec            | 1                 | 100 m lliures S11        | 1'16"07     |
| 2003              | II Mundial per a persones cegues de l'IBSA | Quebec            | 2                 | 400 m lliures S11        | 5'50"73     |
| 2003              | II Mundial per a persones cegues de l'IBSA | Quebec            | 2                 | 50 m lliures S11         | 34"56       |
| 2003              | II Mundial per a persones cegues de l'IBSA | Quebec            | 1                 | 4 x 100m lliures S11-S13 | 4'42"93     |
| 2003              | II Mundial per a persones cegues de l'IBSA | Quebec            | 1                 | 4 x 100m estils S11-S13  | 5'12"65     |
| 2003              | II Mundial per a persones cegues de l'IBSA | Quebec            | 1                 | 4 x 50m lliures S11-S13  | 2'11"23 RM  |
| 2003              | II Mundial per a persones cegues de l'IBSA | Quebec            | 1                 | 4 x 50m estils S11-S13   | 2'24"37 RM  |

RM = Rècord mundial

## Trajectòria professional
Llicenciada en psicologia per la Universitat Ramon Llull, el 2006 va deixar les competicions i va posar-se a treballar com a representant d'actors i esportistes però el 2010, en les eleccions internes a l'ONCE va ser nomenada delegada de cultura i esports de l'ONCE a Catalunya renovant el seu càrrec el 2012. Actualment és la responsable d'autonomia personal de l'ONCE.
Igualment, des del 2021 forma part del Consell Rector de l'Institut Municipal de Persones amb Discapacitat de Barcelona.